# Kez̄bīn
Kez̄bīn (persiska: کذبین, کزبین) är en ort i Iran.   Den ligger i provinsen Östazarbaijan, i den nordvästra delen av landet, 500 km nordväst om huvudstaden Teheran. Kez̄bīn ligger 2 280 meter över havet och antalet invånare är 196.
Terrängen runt Kez̄bīn är lite bergig.Runt Kez̄bīn är det ganska glesbefolkat, med 43 invånare per kvadratkilometer. Närmaste större samhälle är Nūjeh Deh-e Kūh, 5,2 km sydväst om Kez̄bīn. Trakten runt Kez̄bīn består i huvudsak av gräsmarker.